# 올드 잉글리시 시프도그

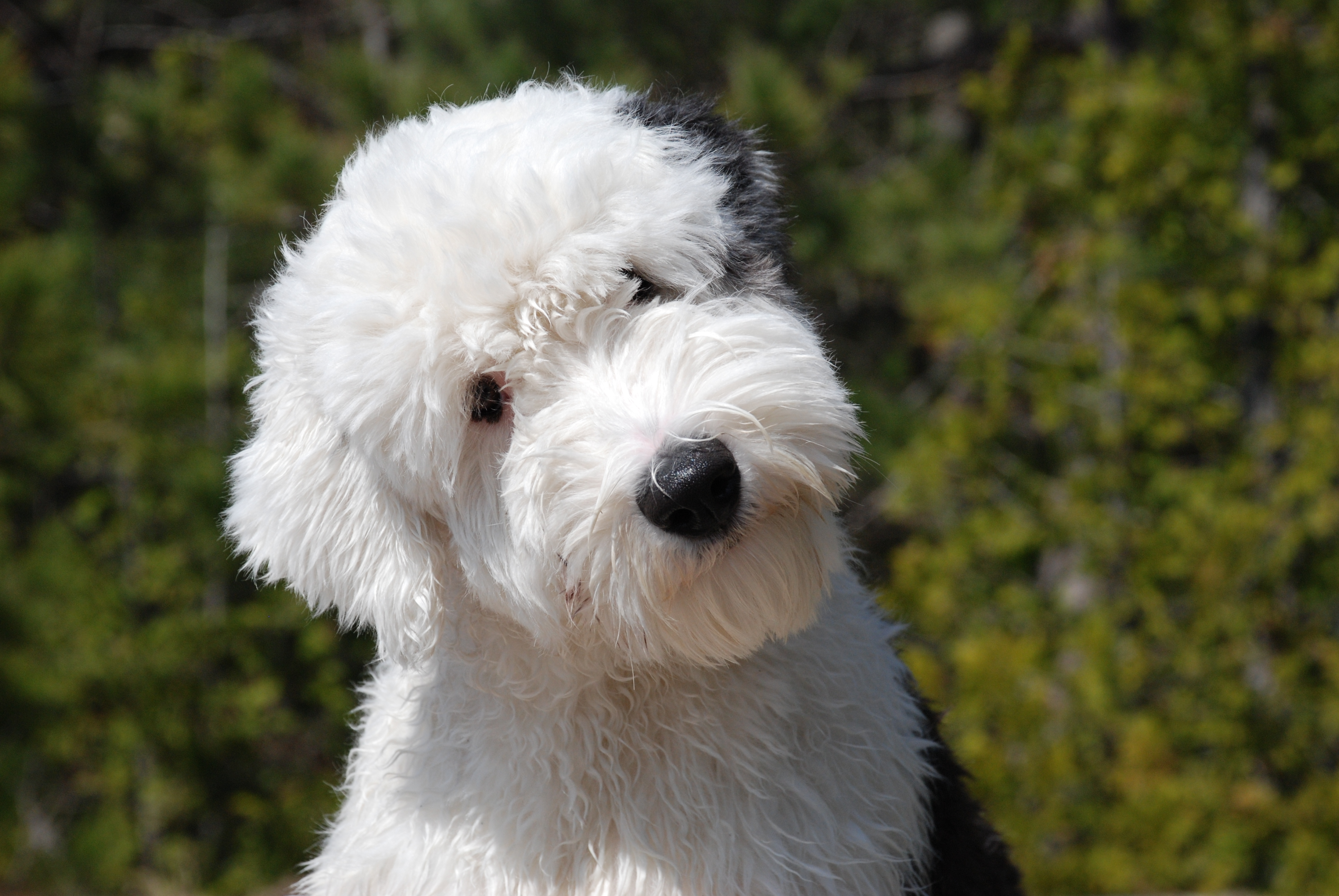
미용하고 있는 올드 잉글리시 시프도그의 원래 모습.

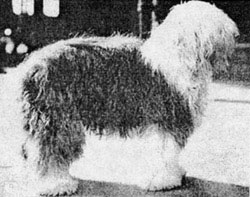

올드 잉글리시 시프도그(Old English Sheepdog)는 영국의 목양견이자 개의 품종이다. 체고는 55~60cm, 체중은 29~30kg, 크기는 대형견으로 분류된다.

## 특징
외모는 주로 튼튼하고 옹골지며 균형잡힌 사각형 몸매에 과하지 않은 털을 지니고 있으며, 적응력이 강하고 균일한 성품의 영리함을 갖추고 있는 성격을 가지고 있다. 색상은 청색과 회색이 대표적이며, 주요 유의 질병은 결막염, 각막염, 백내장, 당뇨가 대표적이다. 귀요미 강아지라는 별칭을 두고 있다.

## 대중 문화
- 2009년부터 2010년까지 방송한 지붕뚫고 하이킥!에서 히릿 역을 맡았다.
- 올드 잉글리시 시프도그를 대중에 널리 소개된 곳은 KBS 2TV의 수목 드라마 함부로 애틋하게에 소개된 견종인 뽀로로가 있다.